# Óscar Padula Castro
Óscar Padula Castro, vollständiger Name Óscar Padula Castro Rodríguez, (* 28. November 1993 in Tacuarembó) ist ein uruguayischer Fußballspieler.

## Karriere
Der 1,91 Meter große Defensivakteur Castro wurde in der Spielzeit 2013/14 mit dem Tacuarembó FC Meister der Segunda División und trug dazu mit zwölf Zweitligaeinsätzen (kein Tor) bei. In der Saison 2014/15 wurde er 15-mal (ein Tor) in der Primera División eingesetzt. Am Saisonende stieg sein Klub ab. Ende Januar 2016 wechselte er nach Bolivien zum Club Bolívar. Dort lief er einmal (kein Tor) in der Copa Libertadores 2016 auf. Im Februar 2017 verpflichtete ihn der uruguayische Zweitligist Cerro Largo FC. Bislang (Stand: 15. Juli 2017) bestritt er für die Osturuguayer zwölf Zweitligaspiele und schoss zwei Tore.